# Chalno
Chalno – wieś w Polsce położona w województwie kujawsko-pomorskim, w powiecie radziejowskim, w gminie Topólka.
Wieś sołecka – zobacz jednostki pomocnicze gminy Topólka w BIP.

## Podział administracyjny
| SIMC    | Nazwa             | Rodzaj    |
| ------- | ----------------- | --------- |
| 0870422 | Kolonia Chalińska | część wsi |

W latach 1975–1998 miejscowość administracyjnie należała do województwa włocławskiego.

## Demografia
Według Narodowego Spisu Powszechnego (III 2011 r.) liczyła 92 mieszkańców. Jest 24. co do wielkości miejscowością gminy Topólka.

## Historia
W XIX wieku Chalno, które także nazywano Chalino to wieś nad rzeką Zgłowiączką i jeziorem Chalno w powiecie nieszawskim, gminie Czamanin, parafii Świercz. Podlega sądowi gminnemu okręgu IV Boguszyce. Stacja pocztowa Izbica odległa od Kowala wiorst 21, od rzeki Wisły wiorst 25, od Izbicy wiorst 7, od drogi bitej konińsko-włocławskiej wiorst 12.
W roku 1262 Wolimir biskup kujawski zawiera układ z Piotrem i Jakóbem (milites) dziedzicami Chalno, na mocy którego biskup jako właściciel jednego brzegu rzeki wystawi młyn, w którym obaj dziedzice i ich następcy będą mieli prawo mleć po 30 miar zboża rocznie. (Ulanów. Dok. kujaw. 200, 27). Biskup tenże pozwalając na zbudowanie młyna we wsi Orle, zastrzegł w roku 1280, iż wolno będzie militibus heredibus de Ohalyn 60 miar zboża tam mleć rocznie. (Kod. dypl. pol. II, 99). W XVI wieku istnieje tu parafia oddzielna, złączona później z par. Swierczyn.
Charakterystyka dóbr
Pokłady torfu w pobliżu zabudowań dworskich. Folwark Chalno, rozległy mórg 556, posiada ziemi ornej mórg 276, łąk i pastwisk mórg 76, jezioro zajmuje mórg 96, nieużytki mórg 8, należący do niego folwark Bronisin, w roku 1875 założony i zabudowany, rozległy mórg 123, w czym pod pługiem mórg 91, wody zajmują 5 mórg, łąki 25, nieużytki 2. Nadto do włościan należy mórg 14. Jezioro tutejsze bardzo rybne, łączy się strumieniem z Orzelskiem i Głuszyńskiem.
Młyn wodny o 2 gankach na amerykańskich kamieniach, olejarnia, kopalnia torfu. Nad jeziorem olbrzymi nasyp ziemny, z którego szczytu można objąć okiem trzymilową przestrzeń, służył prawdopodobnie za strażnicę wojenną; na górze przeciwległej temu nasypowi zwaliska kościoła starożytnego, który w znacznej części był wzniesiony z granitu, w regularne bryły obrobionego. Zbudowany on był w 1124 r. przez Piotra Dunina (wedle podania) dla sióstr norbertanek. Dziś odnowiony, jest filialnym. Dane według Enc. Orgelbranda. rok 1885.

## Zabytki
Do dziś zachował się cmentarz, na którym dawniej stał romański kościół, według Długosza fundowany w 1124 roku przez Piotra Włostowica, który miał osadzić przy nim konwent norbertanek, przeniesiony późnej do Strzelna. Kościół uległ rozbiórce około 1870 r. Znany jest jego widok z akwareli Kazimierza Stronczyńskiego.